# CCR5
CCR5 (англ. C-C motif chemokine receptor 5 (gene/pseudogene)) – білок, який кодується однойменним геном, розташованим у людей на короткому плечі 3-ї хромосоми.  Довжина поліпептидного ланцюга білка становить 352 амінокислот, а молекулярна маса — 40 524.
| 10         |  | 20         |  | 30         |  | 40         |  | 50         |
| ---------- |  | ---------- |  | ---------- |  | ---------- |  | ---------- |
| MDYQVSSPIY |  | DINYYTSEPC |  | QKINVKQIAA |  | RLLPPLYSLV |  | FIFGFVGNML |
| VILILINCKR |  | LKSMTDIYLL |  | NLAISDLFFL |  | LTVPFWAHYA |  | AAQWDFGNTM |
| CQLLTGLYFI |  | GFFSGIFFII |  | LLTIDRYLAV |  | VHAVFALKAR |  | TVTFGVVTSV |
| ITWVVAVFAS |  | LPGIIFTRSQ |  | KEGLHYTCSS |  | HFPYSQYQFW |  | KNFQTLKIVI |
| LGLVLPLLVM |  | VICYSGILKT |  | LLRCRNEKKR |  | HRAVRLIFTI |  | MIVYFLFWAP |
| YNIVLLLNTF |  | QEFFGLNNCS |  | SSNRLDQAMQ |  | VTETLGMTHC |  | CINPIIYAFV |
| GEKFRNYLLV |  | FFQKHIAKRF |  | CKCCSIFQQE |  | APERASSVYT |  | RSTGEQEISV |
| GL         |  |            |  |            |  |            |  |            |

A: Аланін

C: Цистеїн

D: Аспарагінова кислота

E: Глутамінова кислота

F: Фенілаланін

G: Гліцин

H: Гістидин

I: Ізолейцин

K: Лізин

L: Лейцин

M: Метіонін

N: Аспарагін

P: Пролін

Q: Глутамін

R: Аргінін

S: Серин

T: Треонін

V: Валін

W: Триптофан

Кодований геном білок за функціями належить до рецепторів клітини-хазяїна для входу вірусу, рецепторів, g-білокспряжених рецепторів, білків внутрішньоклітинного сигналінгу, фосфопротеїнів. 
Задіяний у таких біологічних процесах як взаємодія хазяїн-вірус, поліморфізм. 
Локалізований у клітинній мембрані, мембрані.